# Estación Feliciano
Estación Feliciano era una estación de ferrocarril ubicada en la localidad del mismo nombre del departamento homónimo de la provincia de Entre Ríos, República Argentina. Formaba parte del Ramal San Jaime-La Paz del Ferrocarril General Urquiza, clausurado en 1969.

## Servicios
Se encontraba precedida por la Estación Palo A Pique y le seguía la Estación La Esmeralda.